# پیش از صبحانه
پیش از صبحانه (انگلیسی: Before Breakfast) ک فیلم کمدی صامت کوتاه به کارگردانی هال روچ است که در سال ۱۹۱۹ منتشر شد.

## بازیگران
- هارولد لوید
- اسناب پالرد
- ببه دنیلز
- سمی بروکس
- لو هاروی
- نوآ یانگ